# Heterogorgia reticulata
Heterogorgia reticulata är en korallart som beskrevs av Nutting 1910. Heterogorgia reticulata ingår i släktet Heterogorgia och familjen Plexauridae. Inga underarter finns listade i Catalogue of Life.